# 若者のすべて (映画)
『若者のすべて』（わかもののすべて、イタリア語: Rocco e i suoi fratelli / フランス語: Rocco et ses frères）は、1960年公開のイタリア・フランス合作映画である。監督はルキノ・ヴィスコンティ。モノクロ、ビスタサイズ（1.85：1）、168分（4K完全修復版は177分）。
成功を夢見てミラノにやって来たイタリア南部の貧しい家族と都会での残酷な現実を叙情的に描いた作品で、南北イタリアの経済格差を鋭く追及した。イタリア語とフランス語の原題は「ロッコと彼の兄弟たち」の意味。ジョヴァンニ・テストーリの小説『Il ponte della Ghisolfa』の1エピソードから着想を得た作品であり、『ベリッシマ』以来ヴィスコンティとの共同脚本に参加しているスーゾ・チェッキ・ダミーコに加え、パスクァーレ・フェスタ・カンパニーレとマッシモ・フランチオーザ、そしてエンリコ・メディオーリを脚本に起用した。ヴェネツィア国際映画祭で審査員特別賞を受賞した。

## ストーリー
未亡人のロザリア・パロンディとその4人の息子たち（シモーネ、ロッコ、チーロ、ルーカ）が、イタリア南部のバジリカータ州から長男ヴィンチェンツォの住むミラノへやって来る。しかし駅に迎えに来るはずの長男の姿はない。長男は恋人ジネッタとの婚約祝いのパーティの最中だったのだ。息子たちとそこに乗り込んだロザリアはジネッタの母親と大喧嘩を繰り広げ、パーティをぶち壊してしまう。
かつてプロボクサーを目指していたことがあったヴィンチェンツォについてジムに行った次男シモーネは才能を認められ、ボクサーとして活躍するようになる。しかし練習に身が入らず、娼婦のナディアと遊び暮らして堕落した生活を送るようになる。三男ロッコはクリーニング店で働いていたが、シモーネがナディアにプレゼントするために女店主のブローチを盗んだことから、クビになってしまう。ロッコは徴兵のために街を去る。その後、長男ヴィンチェンツォはジネッタと結婚して独立、四男チーロは苦学の末、学校を卒業してアルファロメオの技師となる。
1年2ヵ月後、ロッコは出所したばかりのナディアと街で偶然に出会い、2人は恋に落ちる。しばらくしてロッコが退役する。ボクシングジムのマネージャーであるチェッリはシモーネには失望していたが、ロッコの才能を見抜き、スカウトする。ロッコと愛し合うようになったナディアは別人のように真面目な生活を送るようになっていたが、そんなロッコとナディアの関係を知り、激しく嫉妬したシモーネは、仲間を連れて2人を襲い、ロッコの見ている前でナディアを強姦する。ロッコとシモーネは激しく殴り合うが、ロッコはシモーネのためにナディアから身を引き、ボクサーとして活躍するようになる。
よりを戻したシモーネとナディアは自堕落な生活を送っていた。シモーネは多額の借金を抱え、警察に追われるまでに落ちぶれる。シモーネを救うため、ロッコは借金を肩代わりしてタイトル戦に挑む。一方、シモーネと別れ、再び娼婦として客を取るようになっていたナディアにシモーネは復縁を迫る。しかしナディアに口汚く罵られたシモーネは、怒りに任せてナディアをめった刺しにして殺してしまう。ロッコの祝勝会に現れたシモーネを、母親とロッコだけが優しく迎え入れる。シモーネがナディアを殺したと知った母親とロッコはシモーネをかばおうとするが、真面目なチーロが警察に通報し、数日後、逃隠れていたシモーネは逮捕される。
家を出ていたチーロに五男で末っ子のルーカが会いに来る。チーロを責めるルーカにチーロは、都会での生活が善人だったシモーネを破滅させてしまい、ロッコの寛大さがそれに輪をかけてしまったこと、そしてシモーネを誰よりも愛していることなど、様々な想いを語る。ルーカはチーロが家に戻ることを確認して帰って行く。

## キャスト
- ロッコ・パロンディ - アラン・ドロン： パロンディ家三男。
- シモーネ・パロンディ - レナート・サルヴァトーリ： パロンディ家次男。
- ナディア - アニー・ジラルド： 娼婦。
- ロザリア・パロンディ - カティーナ・パクシヌー： パロンディ家の女家長。
- モリーニ - ロジェ・アナン： シモーネをチェッリのジムに引き抜いた男。
- チェッリ - パオロ・ストッパ（イタリア語版）： 有名ボクシングジムのマネージャ。
- ルイーザ - シュジー・ドレール（イタリア語版）： ロッコの勤め先のクリーニング店の女主人。
- ジネッタ - クラウディア・カルディナーレ： 長男ヴィンチェンツォの婚約者。
- フランカ - アレッサンドラ・パナーロ： 四男チーロの婚約者。
- ヴィンチェンツォ・パロンディ - スピロス・フォーカス（イタリア語版）： パロンディ家長男。
- チーロ・パロンディ - マックス・カルティエ： パロンディ家四男。アルファロメオの技師。
- イーヴォ - コラード・パーニ（イタリア語版）： シモーネのチンピラ仲間。
- ルーカ・パロンディ - ロッコ・ヴィドラッツィ： パロンディ家五男（末っ子）。
- クリーニング店の店員 - アドリアーナ・アスティ（イタリア語版）
- ニーノ・ロッシ - ニーノ・カステルヌオーヴォ： チンピラ。

## 日本語吹替
| 役名                 | 俳優                         | 日本語吹替  | 日本語吹替  |
| 役名                 | 俳優                         | 東京12ch版1 | 東京12ch版2 |
| -------------------- | ---------------------------- | ----------- | ----------- |
| ロッコ・パロンディ   | アラン・ドロン               | 堀勝之祐    | 高橋長英    |
| シモーネ・パロンディ | レナート・サルヴァトーリ     | 山内雅人    | 山内雅人    |
| ジネッタ             | クラウディア・カルディナーレ | 楠侑子      | 猪俣光世    |
| ナディア             | アニー・ジラルド             | 林洋子      |             |

- 東京12ch版1：初回放送1969年11月6日『木曜洋画劇場』
- 東京12ch版2：初回放送1971年9月5日